# Заволзькі старці

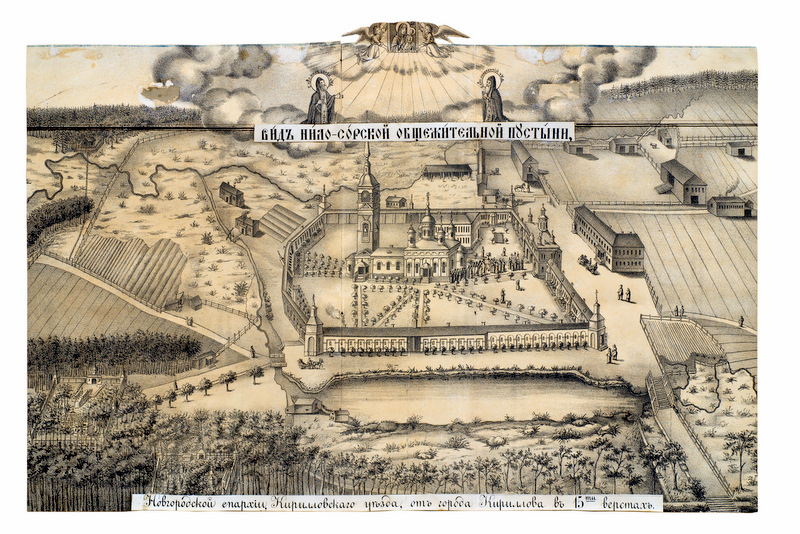
Нілосорська пустинь, один з центрів руху. Гравюра «Вид Нило-Сорской общежительной пустыни», XIX ст.

Заволзькі старці — іноки Білозерських і Вологодських монастирів, група східноруського чернецтва відомі своїми поглядами на устрій чернечого життя.

## Життєдіяльність

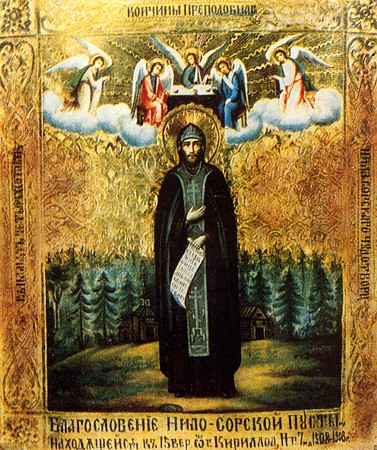
Святий Ніл Сорський, один з провідників руху

Наприкінці XV і на початку XVI ст. вони стають відомими як окрема партія через свої гуманістичні погляди, освіченість і боротьбу з протилежною провладною партією Йосипа Волоцького.
На чолі заволжських старців стояв Ніл Сорський, навколо якого групувались його вчитель Паісій Ярославов, Вассіан Патрикеєв, старець Герман († 1533), Гурій Тушин († 1526), Кассіан, єпископ Рязанський, троїцкий ігумен Порфирій та інші старці заволжських монастирів.
Під проводом Ніла Сорського старці прагнули до духовного вдосконалення шляхом критичного, свідомого вивчення Святого Писання. Вони були впевнені, що кожен, духовний чи мирянин, має право і повинен учительствувати. Таким чином в цих питаннях старці були дійсно досить близькі до західного протестантського християнства чи юдаїзму чим до візантійського імперського православ'я, з його стремлінням до ієрархії в церковному житті.
Засновуючись на євангельському вченні про любов і милостиню, заволзькі старці на соборі 1490 року, а потім у двох посланнях (1504 і 1505 рр.), з яких до нас дійшло лише перше (надруковане в "Росс. Вивлиоф., ч. XVI), вимагали людяного ставлення до єретиків, зокрема так званої «єресі жидовствующих» і пропонували відлучати від церкви лише затятих єретиків, а тих хто покаявся повністю прощати.
Старець Герман навіть доводив, що про єретиків варто молитися, а не судити їх чи карати. Це заступництво, а також деякі інші риси, особливо прихильність до жидовствующих, дали привід звинувачувати їх в єресі.
Саме таким чином була витлумачена заява, зроблена старцями на соборі 1503 р. щодо того, що монастирю не годиться володіти землями і селянами. На їх думку, володіння землями ставило духовенство у залежність від мирської влади, позбавляло його самостійності при стосунках з останньою, не дозволяло стримувати сильних світу, деморалізувало чернецтво. Вони вважали такий порядок речей суперечним Святому Писанню і життю староруських подвижників.
Вони вчили, що краще роздавати багатство жебракам чим прикрашати храми. Взагалі, зовнішня, обрядова сторона релігії не грала для них ніякої ролі. Їх монастирі різко виділялись своєю бідно, простою обстановкою від багатих храмів прихильників Йосипа Волоцького.
Попри те, що вони були у меншості і зустрічали несприйняття з боку більшості, вони відкрито і різко висловлювали свої погляди, що свідчить про відносну свободу думки і слова у суспільстві Східної Русі, яка все ще знаходилась під владою Золотої Орди, тих часів. Так, старці протестували проти собору 1503 року, який позбавляв всіх вдових дияконів і священиків права проводити богослужіння.
Розлучення Василія III з жінкою і новий шлюб теж викликали несприйняття з їхнього боку.
В 1523 році один із заволжців, троїцький ігумен Порфирій був посаджений у тюрму за те, що вступився за князя Василя Шемячича, викликаного в Москву і кинутого до в'язниці, незважаючи на клятви і «опасні» грамоти Великого Князя і митрополита Данила.